# Trenčianske Bohuslavice
Trenčianske Bohuslavice (hongrois : Bogoszló) est un village de Slovaquie situé dans la région de Trenčín.

## Histoire
La première mention écrite du village date de 1208.

## Démographie

### Évolution de la population
| Année:               | 1994. | 2004.   | 2014.   | 2024.   |
| -------------------- | ----- | ------- | ------- | ------- |
| Nombre de personnes: | 913   | 947     | 908     | 915     |
| Différence:          |       | +3,72 % | -4,11 % | +0,77 % |

| Année:               | 2023. | 2024.   |
| -------------------- | ----- | ------- |
| Nombre de personnes: | 940   | 915     |
| Différence:          |       | -2,65 % |